# Bataille de l'oued Nini
Conquête musulmane du Maghreb
Batailles
- Sufétula
- Tahouda
- Mammès
- Carthage
- Oued Nini
- Tabarka

La bataille de l'oued Nini ou bataille des chameaux s'est déroulée en 698, près de la rivière l'oued Nini, au nord de Baghaï (actuel Aurès, en Algérie), entre les armées omeyyades du général Hassan Ibn Numan, et les forces berbères de la reine Kahina. La bataille se solde par la déroute et l'éviction des forces arabes d'Ifriqiya pendant 5 ans.  

## Contexte
En 688, la reine berbère Kahina succède au chef berbère Koceïla, défait et tué par les forces omeyyades lors de la bataille de Mammès, comme chef de guerre des tribus berbères, contre les envahisseurs omeyyades.
En même temps, le calife omeyyade Abd al-Malik ordonne au général Hassan Ibn Numan, gouverneur de l’Égypte, de ré-envahir l'Ifriqiya (Maghreb oriental). Hassan quitte l'Égypte, et prend Carthage en 698, et d'autres villes. Cherchant a éliminer tout ennemi potentiel, on lui a dit que le monarque le plus puissant de l'Ifriqiya est « la reine des Berbères », Kahina, il est donc allé à sa rencontre en Numidie (actuel Est de l'Algérie).  

## Déroulement
Avant l'aube, la reine Kahina dispose ses troupes avec une avant-garde de plusieurs milliers de soldats chargés d'engager le combat : derrière eux, 2 000 archers dissimulés entre les pattes des centaines de dromadaires alignés sur un double rang, formant un carré. À l’arrière de ce rempart, le plus gros de son armée : des milliers de cavaliers.
Le général omeyyade Hassan Ibn Numan, s'avance dans la plaine de l'oued Nini et livre bataille en lançant ses premières lignes, contre l'avant-garde Berbère, qui les stoppent. Hassan pensant affronter la totalité des forces adversaires fait lancer l'ensemble de son armée. Les Berbères cèdent et se replient vers le carré des chameaux qui se fend en ouvrant une trouée, les Arabes les poursuivent et sont piégés par une nuée de flèches. La cavalerie berbère surgit et massacre les forces arabes.
L'historien égyptien Al-Nowaïri écrit : « Après une lutte acharnée, les musulmans furent enfoncés de toutes parts et mis en pleine déroute. Un grand nombre d'entre eux perdit la vie ». Ibn Khaldoun confirme l'écrasement des forces arabes : « La Kahena mena ses troupes contre les musulmans et, les attaquant avec un acharnement extrême, elle les força à prendre la fuite après leur avoir tué beaucoup de monde. »

## Conséquences
Hassan Ibn Numan, poursuivi par la cavalerie berbère, prend la fuite en direction de l'Est, de l'Ifriqiya, jusqu'en Cyrénaïque. D'après Ibn Khaldoun, « La Kahena poursuivit les Arabes, et les ayant expulsés du territoire de Cabes, elle contraignit leur général à chercher refuge dans la province de Tripoli ». La défaite et la retraite en catastrophe de Hassan sont avérées par d'autres historiens arabes, tels que Mohammed el-Kaïrouâni, et l'auteur du Bayano. Les Byzantins profitent de cette déroute pour ré-occuper Carthage.
De retour, 5 années plus tard, Hassan obtient du calife omeyyade Abd Al-Malik un supplément d'hommes pour s'attaquer à Kahina. Elle s'engage une nouvelle fois, mais est finalement défaite à Tabarka vers 703.

## Référencement